# Горенци (Костур)
Горенци (грч. Κορησός, до 1919. грч. Γκορέντση) је насељено место у општини Костур у периферији Западна Македонија, Грчка. Према попису из 2021. године било је 876 становника.
Према бугарском географу и историчару, Василу Канчову, у Горенцима је 1900. године живело 1.800 Словена хришћана и 550 Турака. Горенци су раније били словенско насеље, којес у основали мештани околних села Цакони, Саракина и Л’нтово. Након 1924. турско становништво је принудно исељено у Турску а на њихово место су насељене грчке избеглице из Турске, укупно њих 252. У периоду између два светска рата око 20 словенских породица се иселило у Бугарску.